# Coxelus sylvaticus
Coxelus sylvaticus là một loài bọ cánh cứng trong họ Zopheridae. Loài này được Philippi miêu tả khoa học năm 1864.